# Република
Република (лат. res publica — ’ствар јавности’) је облик државе, у коме се сви органи државне власти бирају на одређено вријеме, формирају се институције представнице власти (нпр. скупштина), а грађани имају лична и политичка права. Најважнија карактеристика републике као облика владавине је бирање шефа државе, чија функција није насљедна и не постоје методе преноса власти.
Примарна позиције моћи унутар републике нису наследне, али се остварују путем избора који изражавају „сагласност оних којима се влада”. Према томе, од таквих лидерских позиција се очекује да поштено представљају тело грађана. То је облик власти под којим шеф државе није монарх. У америчком енглеском језику, дефиниција републике се такође може специфично односити на владу у којој изабране особе представљају грађанско тело, што је другде познато као представничка демократија (демократска република) и извршна моћ базирана на владавини права (конституциона република).
Године 2006. од 190 држава, 140 су званично биле републике. Године 2017, 159 од 206 суверених земаља у свету је користило реч „република” као део њиховог званичног имена – мада нису све од њих републике у смислу постојања изабране владе, нити се реч „република” користи у именима свих нација са изабраним владама. Док шефови држава често имају тенденцију да тврде да они владају само уз „сагласност владаних”", утврђено је да су избори у неким земљама одржани само с циљем стварања илузија, пре него ради стварне сврхе реалног пружања грађанима истинске могућности избора њихових лидера.
Термин „република” је први пут био скован око 500. п. н. е. у Риму, али је током времена термин прошао кроз неколико промена значења. Иницијално латински термин „res publica” је означавају рану „парцијалну форму демократије” попут оне у Риму из периода око 500. п. н. е. до око 27. п. н. е. У тој раној Римској парцијалној демократији, моћ аристократије или патрицијске класе која је држала сва места у Римском сенату, била је под контролом институције конзулата, чија су два конзула/вице-владара бирали годишње слободни грађани или Плебејци Рима. Древна Римска дефиниција речи разликује се од модерне употребе тог термина, где нема руководећих позиција које се ограничавају само на „владајућу класу”.
Најчешће је република једна суверена држава, али постоје и потсуверени државни ентитети који се називају републикама, или који имају владе које су описане као републиканске по природи. На пример, члан IV устава Сједињених Америчких Држава „гарантује свакој држави у овој унији републиканску форму владе”. У контрасту с тим, бивши Совјетски Савез, који је описивао себе као групу „република” и исто тако као „федералну мултинационалну државу састављену од 15 република”, у ствари је имао ауторитарну форму владе уместо републиканске. Изборни систем у тој држави је имао такву структуру да је аутоматски био гарантован избор кандидата које је спонзирала влада.

## Порекло појма
У средњовековној северној Италији велики број држава је по облику државне владавине био комуна или сињорија. У касном средњем вијеку хуманисти, историчари и хроничари, укључујући и Ђованија Виланија, почели су размишљати о природи тих земаља, које се разликују од других облика власти, укључујући и ограничене монархије. Средњовековни писци за описивање слободних грађана користе израз слободни људи (лат. Libertas Populi). У 15. веку је обновљено интересовање за дјела старих Римљана, што је довело до измене у терминологији, тј. поједини аутори су почели да користе античку терминологију. За опис немонархијских држава аутори, укључујући Леонарда Брунија, користили су латински израз res publica.

## Историја
Док се филозофска терминологија развила у класичној Грчкој и Риму, као што је већ напоменуо Аристотел постојала је већ дуга историја градова држава са широким варијететом конституција, не само у Грчкој већ и на Средњем истоку. Након класичног периода, током средњег века, поново су се развили многи слободни градови, као што је Венеција.

### Класичне републике
Модерни тип републике се разликује од типа државе која је постојала у класичном свету. Упркос тога, постојале су бројне државе у класичној ери које се данас називају републикама. Тиме су обухваћени древна Атина, Спарта и Римска република. Док је структура и начин управљања тих држава био веома различит од било које модерне републике, постоји расправа о томе колико класичне, средњовековне и модерне републике формирају историјски континуитет. Џ. Г. А. Покок је тврдио да се особена републичка традиција протеже од класичног света до садашњег. Други научници се с тим не слажу. Пол Рах, на пример, тврди да су класичне републике имале форму владе која је у малој мери повезана са било којом модерном земљом.
Политичка филозофија класичних република је у сваком случају имала утицаја на републикански начин размишљања током наредних векова. Филозофи и политичари који су се залагали за републике, као што су Макијавели, Монтескје, Адамс, и Медисон, у знатној мери су се ослањали на класичне грчке и римске изворе који описују различите врсте режима.
Аристотелова Политика дискутује разне форме владе. Једна форма коју Аристотел назива politeia, састоји се од мешавине других форми. Он је тврдио да је то био један од идеалнијих облика власти. Полибије је проширио многе од његових идеја, поново стављајући фокус на идеју мешовите владе. Најважнији римски рад у овој традицији је Цицерова De re publica.
Током времена, класичне републике биле надвладане царствима или су настајале нове. Већину грчких република је анексирало Македонско царство Александра Великог. Римска република се драматично проширила покоравајући друге државе Медитерана, неке од који су се могле сматрати републикама, као што је Картагина. Сама Римска република је затим постала Римско царство.

### Друге древне републике
Термин република није често кориштен у контексту прекласичних држава градова, посебно оних изван Европе и области која је била под Грчко-Римским утицајем. Међутим неке ране државе изван Европе су имале владе које се понекад у данашње време сматрају сличним републикама.
На древном Блиском истоку, бројни градови Источног Медитерана остварили су колективну управу. Арадос се наводи као један од најранијих примера републике, у којој су људи, уместо монарха, описани као суверени. Израелитска конфедерација из ере пре Уједињене монархије се исто тако сматра типом републике. У Африци Аксумска империја је била организована као конфедерација којом је управљано попут краљевске републике. Слична томе је Игбо нација, која је сад део Нигерије.

### Индијски потконтинент
Древни Индијски потконтинент је имао бројне ране републике познате као махаџанападе. Махаџанападе су се састојале од шеснаест олигархијских република које су постојале током периода од шестог века п. н. е. до четвртог века п. н. е. Мада нису сачувани устави или политичко филозофски радови из овог периода у историји Индије, преживели религиозни текстови наводе бројне да су бројне државе имале сабе или гана санге, тип републике или државе базиране на већу, за разлику од монархијске управе. Антички грчки писци помињу да се Александар сусрео са градовима-државама и регијама где је савет старешина имао највиши ауторитет.

### Исландски комонвелт
Исландски комонвелт су успоставиле 930. године избеглице из Норвешке, који је побегле од уједињења земље под краљем Харалдом Лепокосијем. Комонвелт се састојао од бројних кланова којима су руководили поглавари, и алтинг је комбинација парламента и врховног суда у којем су решавани апели одлука нижих судова, доношени су закони и одлуке од националног значаја. Један такав пример је била христијанизација Исланда 1000 године, при чему је алтинг донео одлуку, како би спречио инвазију, да се сви Исландари морају покрстити и донета је забрана прослављања паганских ритуала. Насупрот већини држава, Исландски комонвелт није имао званичног лидера.
У раном 13. веку, у епохи Стурлунга, коменвелт је почео да јењава због дугорочних конфликата између зараћених кланова. То у комбинацији са притиском норвешког краља Хакона  да се Исланђани поново придруже норвешкој „фамилији”, навела је исландске поглаваре да прихвате Хакона IV као краља потписивањем Gamli sáttmáli („Старог споразума”) 1262. године. Тиме је ефективно окончан комонвелт. Алтинг је међутим још увек исландски парламент, скоро 800 година касније.

### Трговачке републике
У Европи нове републике су се јавиле у касном Средњем веку када су бројни мали градови прихватили републичке системе власти. Они су углавном били мале, али богате, трговачке државе, као што су италијански градови-државе и Ханшка лига, у којима је трговачка класа уздигла до проминенције. Кнуд Хаконсен је напоменуо да је, до времена ренесансе, Европа била подељена на државе под контролом монархистичке елите и оне које је контролисала републиканска комерцијална елита.
Широм Европе се богата трговачка класа развијала у важним трговачким градовима. Упркос њиховог богатства, они су имали мало моћи у феудалном систему у којем су доминирали рурални земљопоседници, те су широм Европе почели да се залажу за своје сопствене привилегије и моћ. Централизоване државе, попут Француске и Енглеске, издале су ограничене градске повеље.
У Светом римском царству које није имало снажну централну власт, 51 највећих градова су постали слободни царски градови. Док су они и даље били у доминиону светог римског цара, највећи део моћи је био локално држан и многи су усвојили републичке облике власти. Иста права на империјалну непосредност била су осигурана главним трговачким градовима Швајцарске. Градови и села алпске Швајцарске су захваљујући свом географском положају исто тако у знатној мери били искључени из централне контроле. За разлику од Италије и Немачке, највећи део руралних области није био под контролом феудалних барона, већ независних фармера који су исто тако користили комуналне облике власти. Кад су Хабзбурзи покушали да поново успоставе контролу над регионом рурални фармери и градски трговци су се здружено побунили. Швајцарци су надвладали, и прокламисана је Швајцарска конфедерација, и Швајцарска је задржала републиканску форму управе до данашњег дана.
Италија је била најгушће насељена област Европе, а исто тако је имала једну од најслабијих централних влада. Многи градови су стога стекли знатну независност и усвојили су општинске форме власти. Потпуно ослобођене од феудалне контроле, италијанске градске државе су се прошириле и стекле контролу над руралном околином. Две најмоћније су биле Млетачка република и њен ривал Република Ђенова. Свака од њих је имала велике трговачке луке, и додатно се проширила кориштењем поморске моћи ради контроле великих делова Медитерана. У Италији се развила идеологија која се залаже за републике. Писци као што су Толомео да Лука, Брунето Латини, Марсиљи од Падове, и Леонардо Бруни видели су средњовековне градове-државе као носиоце наслеђа Грчке и Рима.
Два руска града са моћном трговачком класом — Новгород и Псков — исто тако су усвојила републичке облике власти у 12. и 13. веку, што је окончано кад је републике покорила Московка Русија крајем 15. – почетком 16. века.
Доминантне облике власти у овим раним републикама су контролисали уски савети елитних патриција. У оним областима које су одржавале изборе, имовинска квалификација или чланство у цеху ограничиле су и оне који би могли да гласају и ко би могао да буде кандидован. У многим државама нису одржавани директни избори, а чланови савета су били наследно постављани или их је именовао постојећи савет. То је остављало велику већину становништва без политичке моћи, те су нереди и побуне нижих класа били су чести. У касном средњем веку дошло је до више од 200 таквих побуна у градовима Светог римског царства. Сличне побуне су се јављале у Италији, као што је на пример Чомпска попуна у Фиренци.

#### Трговачке републике изван Европе
Након колапса Румског султаната и успостављања турских Анадолских бејлика, Ахиско трговачко братство је успоставило државу центрирану у Анкари, која се понекад пореди са италијанским трговачким републикама.